# Martina Jäschke
Martina Jäschke (Halle, 6 mei 1960) is een voormalig Oost-Duits schoonspringster. Ze won in 1980 op de Olympische Zomerspelen in Moskou de gouden medaille op de 10 meter toren. Jäschke bemachtigde tevens op de WK van 1978 de zilveren medaille.

## Biografie
Martina Jäschke begon op haar elfde met schoonspringen en werd aanvankelijk begeleid door drievoudig olympisch kampioene Ingrid Krämer. Later trainde ze bij SC Chemie Halle onder leiding van Werner Bänsch. In 1975 won ze bij de Spartakiade de gouden medaille op de 1 en 3 meter plank en op de toren. Jäschke werd in 1976 tweede bij de wereldkampioenschappen voor junioren.
Ze eindigde op de wereldkampioenschappen van 1978 in West-Berlijn als tweede, achter de Russische Irina Kalinina. In 1979 won Jäschke enkele belangrijke internationale wedstrijden; bij een ervan in Rostock werd haar sprong voor het eerst als perfect gekwalificeerd. Op de Olympische Zomerspelen in Moskou werd ze op het onderdeel 3 meter plank vijfde, na haar landgenoten Martina Proeber (zilver) en Karin Guthke (brons). Ze nam vijf dagen later op de 10 meter toren al snel de leiding en won uiteindelijk olympisch goud, met bijna twintig punten verschil van de nummer twee (Servard Emirzjan uit de Sovjet-Unie). Voor deze prestatie ontving ze de Vaderlandse Orde van Verdienste in zilver. Het jaar erop werd ze tweede op de plank en derde op de toren bij de EK.
Jäschke heeft een opleiding gevolgd aan de Deutsche Hochschule für Körperkultur. Ze huwde twee keer.

## Erelijst
- Olympische Zomerspelen: 1x
- Wereldkampioenschappen: 1x
- Europese kampioenschappen: 1x , 1x

1912 Greta Johansson · 
1920 Stefanie Clausen · 
1924 Caroline Smith · 
1928 Elizabeth Becker-Pinkston · 
1932 Dorothy Poynton · 
1936 Dorothy Poynton · 
1948 Victoria Draves · 
1952 Patricia McCormick · 
1956 Patricia McCormick · 
1960 Ingrid Krämer · 
1964 Lesley Bush · 
1968 Milena Duchková · 
1972 Ulrika Knape · 
1976 Jelena Vajtsechovskaja · 
1980 Martina Jäschke · 
1984 Zhou Jihong · 
1988 Xu Yanmei · 
1992 Fu Mingxia · 
1996 Fu Mingxia · 
2000 Laura Wilkinson · 
2004 Chantelle Newbery · 
2008 Chen Ruolin · 
2012 Chen Ruolin · 
2016 Ren Qian · 
2020 Quan Hongchan · 
2024 Quan Hongchan